# L'Aura
L'Aura, nome artístico de Laura Abela, (Brescia, 13 de agosto de 1984) é uma cantora e compositora italiana.

## Discografia
- 2005 - Okumuki
- 2007 - Demian
- 2008 - L'Aura (compilação)
- 2010 - Sei come me (EP)